# Being Mario Götze
Being Mario Götze – Eine deutsche Fußballgeschichte ist eine Doku-Serie von Aljoscha Pause aus dem Jahr 2018 für den Streaming-Dienst DAZN.

## Hintergrund und Handlung
Die vierteilige Doku-Serie, die seit dem 9. Juni 2018 beim Streaming-Dienst DAZN verfügbar ist, begleitet Mario Götze, den Fußball-Weltmeister von 2014, über sieben Monate bei seinem Versuch, zu alter Leistungsstärke zurückzufinden und erneut den Sprung in den deutschen WM-Kader 2018 zu schaffen. Die Serie zeigt nicht nur Götzes sportlichen Alltag und seinen Kampf um das WM-Ticket und sein Privatleben.
Mit Götzes Familie und zahlreichen prominenten Weggefährten wie Jürgen Klopp, Jogi Löw, Matthias Sammer und Toni Kroos blickt die Doku-Serie zurück auf die Anfänge, die großen Erfolge und die Krisen des Spielers und thematisiert ausführlich dessen Krankheitsgeschichte. Götze spricht über das WM-Tor und die Erlebnisse nach seinem Wechsel zum FC Bayern München und schildert detailreich seinen Blick auf den Fußball und das Leben.
Ab Oktober 2018 lief eine komprimierte 136-minütige Fassung in den deutschen Kinos. Einen Monat später erschien diese auch auf DVD und Blu-ray. Im Juni 2022 wurde die Serie in vier Teilen auf dem DAZN-YouTube-Kanal veröffentlicht.

## Kritiken
„Ein sehr beeindruckender Dokumentarfilm.“

„Das Beste was ich in letzter Zeit gesehen habe.“

„Mit Being Mario Götze gelingt Aljoscha Pause nicht nur ein einfühlsames Porträt eines Fußballspielers, sondern auch ein spannender und hochaktueller Einblick in das System Fußball. Prädikat Wertvoll.“

„Die tiefenscharfe Beobachtung eines Ausnahmesportlers begibt sich buchstäblich in den Kopf von Mario Götze. Einer der interessantesten Sportfilme der vergangenen Jahre.“

„Geduldig mit Hinsicht auf den menschlichen Faktor und kenntnisreich im Blick auf Fußball als Sport und Geschäft trifft Aljoscha Pause in über zwei fesselnden Stunden stets die richtigen Entscheidungen: Was will er für seine Thesen zeigen und welche Gesprächspartner sind in der Lage, souveräne, kompetente Einschätzungen zu liefern? Im Blick auf das, was eine Dokumentation zu leisten hat, ist das so mustergültig wie ‚Profis‘, die Weisenborn-Wulfes-Produktion von 1979 über Breitner und Hoeneß.“

„Der Grimmepreis-gekrönte Autor Aljoscha Pause hat bereits bewiesen, dass er der richtige Mann für außergewöhnliche Fußball-Dokus ist. Nun porträtiert er für DAZN in seiner Langzeitdoku einen erstaunlich offenen Mario Götze. Dessen Reflexionen konterkarieren die täglichen Wasserstände aus dem Lager der Nationalmannschaft.“

„Langzeitdokumentationen sind im Kino immer etwas Spezielles. Wer bringt heutzutage noch dokumentarische Geduld für eine (viel) längere Zeit auf als herkömmlich? Und: Welcher Filmemacher vermag sein Thema dermaßen ausführlich-spannend zu halten? Grimme-Preisträger Aljoscha Pause gelingt dieser Spagat bei seinem engagierten wie unterhaltsamen Bemühen, den Fußballer-Menschen Mario Götze ‚zu identifizieren‘. Herausgekommen ist das hochinteressante Porträt eines Menschen, dessen begnadetes Talent, Fußball zu spielen, zu einem Leben außerhalb von ‚Normal-Leben‘ führt. Wir betrachten den Fußballer und den Menschen Mario Götze nach diesem beeindruckenden Film ab sofort mit anderen Augen.“

„Wenn der Titel ein Versprechen war, löst es der Film definitiv ein. Ein unfassbar gutes Abbild der Psyche unserer Zeit.“

## Auszeichnungen
Für die Serie erhielt Aljoscha Pause 2018 die Auszeichnung „Prädikat wertvoll“ der Deutschen Film- und Medienbewertung (FBW) sowie eine Nominierung für den AIPS – International Sport Media Award 2019 in der Kategorie „Video – Athelete Profile“.
2019 erhielt er den Preis für den besten deutschsprachigen Sportfilm auf dem 1. VDS-SportFilmFest des Verbands Deutscher Sportjournalisten.